# Конвенция (бридж)
В спортивном бридже можно выделить два вида заявок — натуральные и ненатуральные. Натуральные заявки обещают наличие некоторой длины в заявленной масти. Например, открытие 1♥, которое в большинстве систем обещает не менее 5 карт в червовой масти (см., например, ).
Заявки, которые имеют какое-то специальное значение, не связанное непосредственно с называемой мастью, называются ненатуральными, искусственными или конвенционными. Например, открытие 1♣ в системе Пресижн, которое обещает сильную руку. Или заявка 2БК на открытие оппонентов, которая обещает как минимум по 5 карт в трефе и бубне (конвенция «необычный бескозыря»).
На самом деле, это различие весьма условное, так как почти все натуральные заявки содержат кроме информации о масти ещё и дополнительную информацию, например, об уровне силы. Так, открытие 1 в масти в большинстве современных систем торговли обещает силу не менее 12 Пунктов.
На сегодняшний день существует огромное количество уже разработанных конвенций. Кроме того, каждая пара может придумать и играть свои конвенции.
Конвенции обычно делят на несколько групп. Так, существуют деструктивные конвенции, единственной целью которых является создание проблем в торговле оппонентам. Они обычно делаются на руках, содержащих мало очков. Существуют конвенции шлемовой торговли, которые позволяют выяснять, можно ли сыграть в сдаче Малый шлем или Большой шлем.

## Использование конвенций
Использование конвенций имеет две стороны. С одной стороны, конвенции позволяют улучшить торговлю из-за того, что многие типы сдач хорошо подходят для конвенционных заявок. Однако, использование сложных конвенций с большим количеством вариантов приводит к тому, что нагрузка на память и внимание игроков существенно возрастает. Любое забывание конвенции или её части обычно приводит к неправильному контракту и плохому результату. Поэтому, многие эксперты не рекомендуют использовать большое количество конвенций в игре.
Кроме того, по правилам бриджа, игроки обязаны раскрыть своим оппонентам полную информацию о конвенциях, которые они используют.
Для этих целей также может быть использована конвенционная карта.

## Коричневые конвенции
Из всего набора конвенций выделяют особую группу — Коричневые конвенции. Коричневые конвенции — это заявки, которые не обещают ни одной конкретной масти в слабом варианте. Защита против таких конвенций довольно сложна и требует специальных соглашений между партнёрами, которые затруднительно иметь на все случаи применения коричневых конвенций. Таким образом, использующие коричневые конвенции получают преимущество, связанное с тем, что оппоненты просто не обсуждали способы защиты против таких заявок.
В связи с этим, сейчас практически на всех спортивных соревнованиях использование коричневых конвенций запрещено. Эти запреты обычно не распространяются на финалы международных и национальных турниров, где квалификация игроков очень высока.

## Популярные современные конвенции
- Стейман — используется в торговле после открытия 1БК для поиска мажорного соответствия.
- Блэквуд, Римский Блэквуд — вопрос о количестве тузов в шлемовой торговле.
- Чекбек (синонимы: Гаджет, Магистр) — вопрос, который просит уточнить силу и расклад в определённых последовательностях торговли.
- Трансфер — заявка на ступень или несколько ступеней ниже своей масти. Предлагает заявить эту масть партнёру. Обычно для того, чтобы контракт разыгрывался с более сильной руки. Это создаёт дополнительные проблемы вистующим.
- Вилкош — открытие 2♦, которое обещает расклад 5-5 в неизвестных мастях и относится к коричневым конвенциям. В последнее время на смену этой конвенции приходит Малти.
- Малти — многозначное искусственное открытие 2♦.
- Раптор (Варшавский БК) — вход 1БК на мастевое открытие оппонента, показывающий двухмастный расклад.
- Необычный БК.
- Краковский БК.
- Сплинтер.
- Вызов Шурига — позволяет выяснить возможность гейма после открытия 1 в мажоре и подъёма этого открытия партнёром на уровне 2.
- Лебензоль.
- Гербер — вариант вопроса о количестве тузов, чаще в бескозырной шлемовой торговле.
- Контра Лайтнера — в отличие от остальных конвенций направлена не на достижение наилучшего контракта своей парой, а на разрушение контракта оппонентов. Требует от партнёра необычной атаки.

## Описания основных конвенций

### Конвенция «Раптор»
Раптор — конвенционный вход 1БК на открытие оппонентов 1 в масти. Другие названия: «польский 1БК», «варшавский 1БК». Приоритет в изобретении точно не установлен. Конвенция пользуется большой популярностью в Польше.
После натурального открытия оппонентов 1♦ заявка 1БК показывает карту с силой в пределах 7-15 PC и раскладом пять или больше треф с мажорной четвёркой. После открытий 1♥/1♠ показывает ровно четвёрку во втором мажоре и минорный пятикарт.
В секвенции 1♥/1♠ — 1БК — ? заявка партнёра входящего 2♣ — поиск минора.
Многие пары используют Раптор только на мажорное открытие, а 1БК на 1♦ — обычный силовой (15-17 PC) вход.
Если пара использует конвенцию Раптор, то, естественно, сильная равномерная рука показывается иным способом, например, через контру с последующей бескозырной заявкой.
Примеры употребления конвенции Раптор см.  и .

### Конвенция Стеймана
Стейман — заявка 2♣ в ответ на открытие партнёра 1БК, просит партнёра показать ближайшую мажорную четвёрку.

#### Конвенция в варианте сайта «Гамблер»:[1]
Стейман даётся со следующими типами рук:
- от силы инвита с мажорной 4кой;
- со слабой рукой (от 0РС) с трехцветом без трефы, расклад типа 4351 или 4441.

Ответы открывающего:
- 2♦ — нет мажорных четверок;
- 2♥ — есть 4ка ♥, возможна 4ка ♠;
- 2♠ — есть 4ка ♠, нет 4ки ♥.

Со слабой рукой без трефы пасуется любой ответ партнёра, иначе:
| 1БК-2♣-2♦-? | 2♥ — оба мажора, черва не хуже пики, не форсирует. 2♠ — 5-ка пик, 4-ка червей, не форсирует. 2БК — равномерный расклад, инвит. Сила в зависимости от силы открытия 1БК. 3♣/♦ — 5-ка треф/бубен + 4ка в мажоре, форсирует. 3♥ — 5-ка червей + 4-ка пик, форсирует. 3БК — контракт. 4♣ — Гербер. 4БК — инвит к шлемику.                                                     |
| 1БК-2♣-2♥-? | 2♠ — 5-ка пик + 4-ка червей, инвит. 2БК — равномерный расклад без 4-ки червей и с 4-кой пик, инвит к 3БК. 3♣/♦ — 5-ка треф/бубен + 4-ка пик, форсирует. 3♥ — 4-ка червей в равномерном раскладе, инвит. 3БК, 4♥ — контракты. 3♠, 4♣/♦ — кюбиды, интерес к шлемику. 4БК — инвит к шлемику. Чтобы спросить о тузах, нужно сначала дать кюбид, после чего 4БК — уже Блэквуд. |
| 1БК-2♣-2♠-? | 2БК — равномерный расклад без 4ки пик и с 4кой червей, инвит к 3БК. 3♣/♦ — 5-ка треф/бубен + 4ка червей, форсирует. 3♥ — 5ка червей + 4ка пик, инвит. 3♠ — 4ка пик в равномерном раскладе, инвит. 3БК, 4♠ — контракты. Кюбиды, инвит и Блэквуд — как и в предыдущем варианте.                                                                                             |

Примечание: Стейман не используется после контры оппонентов на открытие 1БК (если только пара не договорится об ином).
Однако Стейман применяется после входа партнёра 1БК на ненатуральное открытие оппонентов 1 в миноре, а также в следующей торговле:

| Опп1 | Я   | Опп2 | Партнер |
| ---- | --- | ---- | ------- |
| 1♣   | пас | 1♦   | 1БК     |
| пас  | 2♣! |      |         |

Здесь 2♣ — Стейман.

#### Другие варианты ответов
Используют также следующую систему ответов:
- 2♦ — нет мажорных четверок;
- 2♥/♠ — объявление мажорной четвёрки;
- 2БК — обе мажорных четвёрки.

### Конвенция Блэквуда
Конвенция Блэквуда, или просто «Блэквуд» представляет собой вопрос о количестве тузов у партнёра, задаваемый искусственной заявкой 4 без козыря и систему ответов на этот вопрос по шагам. Например, если после заявки 4 без козыря оппонент спасовал, то первая возможная ступень — 5♣, вторая — 5♦ и т. д. Если оппонент вошёл в торговлю контрой, то первая ступень — пас, вторая — реконтра, третья — 5 треф и т. д. Обычно принимается, что если оппонент вошёл мастью, то первая ступень — контра, вторая пас, и т. д.

#### Классический вариант
Классическими значениями ответов являются: первая ступень — 0 или 3 туза, вторая ступень — 1 или 4 туза, 3 ступень — 2 туза.
Современная торговля после вмешательства оппонентов использует одну из конвенций — PODI (pass = odd, double = even) либо DOPI (double = odd, pass = even). Пас или контра в этом случае означают чётное либо нечётное количество тузов. Это гарантирует, что партнеры не окажутся в шлемовом контракте без двух тузов, как это может произойти в классической схеме.

#### Конвенция «Римский Блэквуд»
Римский Блэквуд, или Блэквуд ключевой карты — улучшенный вариант конвенции Блэквуд, который учитывает не только количество тузов, но и также козырного короля и даму, что важно в шлемовых контрактах.
Римский Блэквуд, в отличие от обычного, задаётся на какой-то определённой (козырной) масти. Это обычно согласованная масть, но в зависимости от соглашений партнёров это может быть также масть, названная последней в торговле.
Козырный король приравнивается к тузу, таким образом, всего в колоде становится 5 тузов.
Стандартной заявкой для Римского Блэквуда является 4БК, что является вопросом, ответы:
5♣ — 0 либо 3 туза

5♦ — 1 либо 4 туза

5♥ — 2 туза без козырной дамы

5♠ — 2 туза с козырной дамой
Если у отвечающего есть избыточная длина в козырной масти, то он должен ответить, что у него есть козырная дама.
Если в согласованной масти есть суперфит, то в нём не будет потеряно взяток, несмотря на отсутствие дамы.
Иногда применяется модифицированный вариант Блэквуда, называемый 1430. В этом варианте изменено значение шагов. Первый шаг показывает 1 или 4 ценности, а второй — 0 или 3. Обычный порядок шагов обозначается как 3014.

#### Когда 4БК не является Блэквудом?
Примером могут служить следующие ситуации:
В торговле 1БК — 4БК обычно предполагается, что 4БК — предложение назначить 6БК при максимуме силы открытия 1БК. Если действует такое соглашение, то вопрос о тузах на 1БК может быть задан заявкой 4♣ (конвенция Гербера). Ответы также даются по шагам.
Некоторые пары используют 4БК в качестве открытия или интервенции для показа очень длинных минорных мастей (трефы и бубны), предлагая партнёру выбрать одну из этих мастей для назначения как минимум гейма.
Бывают также ситуации, когда целесообразно играть бескозырный гейм, но уровень 3бк уже пройден.